# 女賭博師絶縁状
『女賭博師絶縁状』（おんなとばくしぜつえんじょう）は、1968年9月21日に公開された、任侠映画、製作会社は大映東京撮影所。監督は田中重雄、江波杏子主演。江波主演の『女賭博師シリーズ』全17作品のうち、第9弾。

## 配役
- 江波杏子 : 大滝銀子
- 長谷川待子 : 佐々木はる枝
- 成田三樹夫 : 滝川虎三
- 西条美奈子 : 池原マユミ
- 平泉征 : 大滝弘
- 鳳啓助 : 沢田啓作
- 京唄子 : 沢田しげ
- 水原浩一 : 山形重五郎
- 谷謙一 : 赤木
- 石山健二郎 : 和尚
- 三夏伸 : 池谷
- 佐伯勇 : 中本
- 森一夫 : 若い衆
- 花布洋 : 若い衆
- 九段吾郎 : 中盆
- 井上大吾 : 若者
- 中田勉 : バーテン
- 早川雄三 : 立合人
- 須藤道子 : トルコ嬢
- 川崎陽子 : バーの女給
- 三笠すみれ : ウエイトレス
- 須藤恒子 : 物売り婆さ
- 上野山功一 : 酒巻健
- 安部徹 : 横尾玄造
- 島田正吾 : 奈良井辰吉

## スタッフ
- 監督：田中重雄
- 脚本：長谷川公之
- 企画 : 斎藤米二郎
- 撮影：喜多崎晃
- 音楽：鏑木創
- 美術：後藤岱二郎
- 編集：中静達治
- 主題歌 : 「女ひとりで」、「その恋かえして」: 八泉鮎子[5]

## 併映作品
- 『高校生芸者』: 弓削太郎監督